# تاوارا گائشی
تاوارا گائشی (به ژاپنی: 俵返)-(به انگلیسی: Tawara gaeshi) یکی از فنون و تکنیک‌های دستهٔ ناگه-وازا رشتهٔ ورزشی جودو است که در زیردستهٔ سوتمی-وازا دسته‌بندی می‌شود. 